# Cheirodon
Cheirodon é um género de peixe da família Characidae.
Este género contém as seguintes espécies:
- Cheirodon australe C. H. Eigenmann, 1928
- Cheirodon galusdae C. H. Eigenmann, 1928
- Cheirodon ibicuhiensis C. H. Eigenmann, 1915
- Cheirodon interruptus (Jenyns, 1842)
- Cheirodon jaguaribensis Fowler, 1941 - espécie incertae sedis
- Cheirodon kiliani Campos, 1982
- Cheirodon luelingi Géry, 1964
- Cheirodon ortegai Vari & Géry, 1980
- Cheirodon parahybae C. H. Eigenmann, 1915
- Cheirodon pisciculus Girard, 1855